# Nephila komaci
Nephila komaci  — вид павуків із родини Павуків-шовкопрядів.

## Поширення
Вид широко поширений в Південній Африці та на Мадагаскарі.

## Опис
Самиці цього виду є найбільшим представником роду. Самці мають розмах ніг лише близько 2,5 см, при довжині тіла близько 9 мм. Самиця сягає близько 12 см (довжина тіла бл. 4 см). Павутиння, що плете самиця, теж вражає розмірами, воно сягає більше, ніж метр в діаметрі.